# Ducado de Eslésvico
```
   |-
       |
Erro:
:  
valor não especificado para "
nome_comum
"
```

O Ducado de Eslésvico (em alemão: Herzogtum Schleswig; em dinamarquês: Hertugdømmet Slesvig), consistia em um feudo localizado na península da Jutlândia, governado pelos dinamarqueses até a Guerra Dano-Prussiana de 1864, quando, derrotados, cederam o controle aos dois maiores estados germânicos, Reino da Prússia e Império Austríaco. A capital do ducado  era a cidade de Eslésvico. Após a Guerra Civil Alemã, a região foi  integrada ao Ducado de Holsácia, dando origem à província prussiana do Eslésvico-Holsácia. 

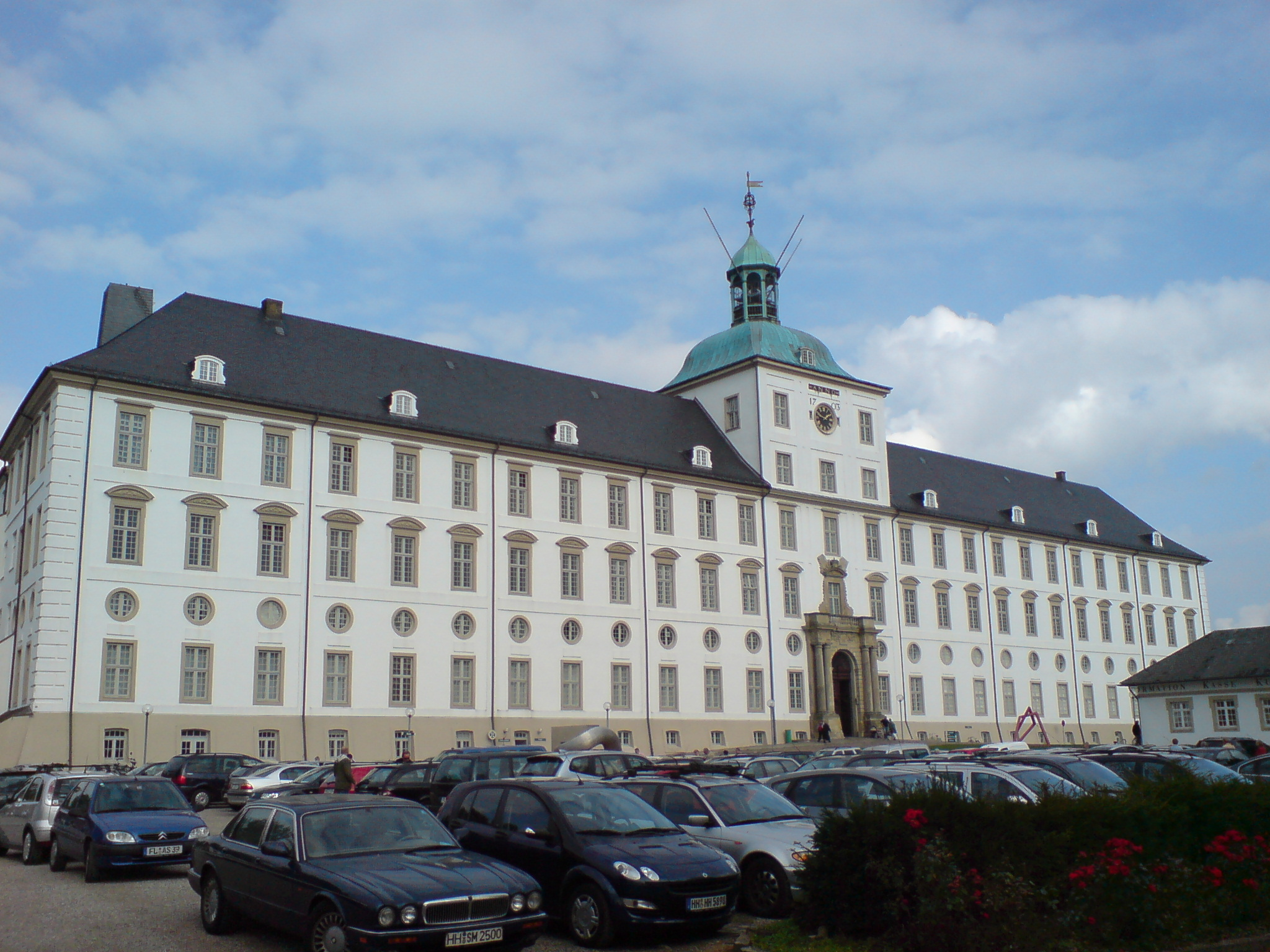
Castelo de Gottorp

Ao término da Primeira Guerra Mundial, a população da metade norte do antigo condado, de maioria dinamarquesa, decidiu por meio de plebiscito juntar-se ao reino da Dinamarca, tornando-se a província da Jutlândia do Sul. A metade sul do Eslésvico, com população de maioria alemã, por sua vez, manteve-se integrada à República de Weimar, dentro da província do Eslésvico-Holsácia.

## Duques
- 1058-1095 Olavo o Faminto, Rei da Dinamarca (1086-1095)
- 1119-1130 Canuto Lavardo
- 1130-1134 Magno, Rei da Suécia (1125-1130)
- ca. 1150 Valdemar I o Grande, Rei da Dinamarca (1157-1182)
- bis 1173 Cristóvão
- 1182-1202 Valdemar II o Vitorioso, Rei da Dinamarca (1202-1241)
- 1206-1215 Valdemar
- 1218-1231 Érico
- 1232-1252 Abel, Rei da Dinamarca (1250-1252)
- 1252-1257 Valdemar III
- 1257-1272 Érico I
- 1272-1312 Valdemar IV
- 1312-1325 Érico II
- 1325-1326 Valdemar V, tutorado por Geraldo o Grande de Holsácia
- 1326-1329 Geraldo III de Holsácia-Rendsburgo
- 1330-1365 Valdemar V
- 1365-1375 Henrique
- 1375-1386 Henrique o de Ferro e Cláudio, juntos
- 1386-1404 Geraldo VI
- 1404-1427 Henrique IV
- 1427-1459 Adolfo VIII de Holsácia. Em Eslésvico como Adolfo I
- 1460-1481 Cristiano I
- 1481-1533 Frederico I
- 1533-1544 Cristiano III Rei da Dinamarca, incentivou a reforma protestante no ducado.
- 1544-1586 Adolfo II
- 1586-1587 Frederico II
- 1587-1590 Filipe
- 1590-1616 João Adolfo. Construiu Castelo de Gottorp
- 1616-1659 Frederico III. Conseguiu em 1658 a independência da Dinamarca.
- 1659-1694 Cristiano-Alberto. Fundou em 1665 a Universidade de Kiel.
- 1694-1702 Frederico IV. Foi o último duque que residiu em Gottorp.
- 1702-1713 Carlos Frederico
- 1713-1730 Frederico IV Rei da Dinamarca
- 1730-1746 Cristiano VI Rei da Dinamarca
- 1746-1766 Frederico V. Rei da Dinamarca
- 1766-1808 Cristiano VII Rei da Dinamarca
- 1808-1839 Frederico VI Rei da Dinamarca
- 1839-1848 Cristiano VIII Rei da Dinamarca
- 1848-1863 Frederico VII. Rei da Dinamarca
- 1863-1864 Cristiano IX Rei da Dinamarca (último Duque)